# Tonic (Band)

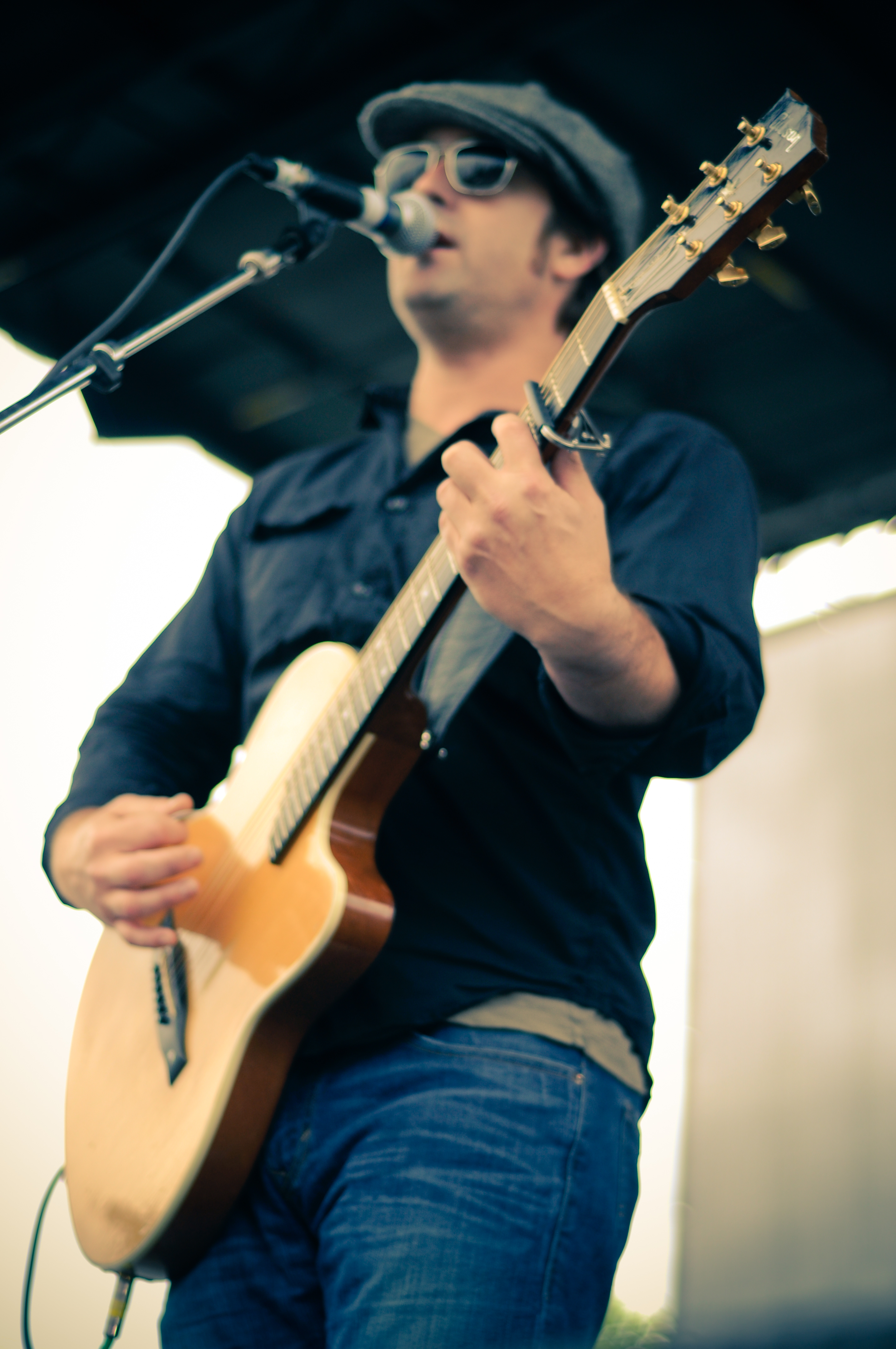
Emerson Hart, der Sänger der Band Tonic, 2010

Tonic ist eine 1993 gegründete US-amerikanische Rockband.

## Werdegang
Sie besteht aus Emerson Hart (Gesang und Gitarre), Jeff Russo (Gitarre) und Dan Lavery (Bass). Ihr Debütalbum Lemon Parade erhielt 1997 eine Platin-Schallplatte. 2003 erhielt die Gruppe zwei Grammy-Nominierungen als Best Rock Performance By A Duo or Group With Vocal für Take Me As I Am und als Best Rock Album für Head On Straight.

## Diskografie

### Alben
| Jahr | Titel            | Höchstplatzierung, Gesamtwochen, AuszeichnungChartsChartplatzierungen (Jahr, Titel, Platzierungen, Wochen, Auszeichnungen, Anmerkungen) | Anmerkungen |
| Jahr | Titel            | US | Anmerkungen |
| ---- | ---------------- | --- | ----------- |
| 1996 | Lemon Parade     | US28 Platin · (57 Wo.)US |             |
| 1999 | Sugar            | US81 (8 Wo.)US |             |
| 2002 | Head On Straight | US141 (1 Wo.)US |             |
| 2010 | Tonic            | US150 (1 Wo.)US |             |

Weitere Alben
- 2009: A Casual Affair: The Best of Tonic

### EPs
- 1999: Live & Enhanced

## Auszeichnungen für Musikverkäufe
| Goldene Schallplatte - Australien - 1997: für die Single If You Could Only See | Platin-Schallplatte - Australien - 1998: für das Album Lemon Parade - Kanada - 1998: für das Album Lemon Parade |

Anmerkung: Auszeichnungen in Ländern aus den Charttabellen bzw. Chartboxen sind in ebendiesen zu finden.
| Land/RegionAuszeichnungen für Musikverkäufe (Land/Region, Auszeichnungen, Verkäufe, Quellen) | Gold  | Platin     | Verkäufe  | Quellen         |
| -------------------------------------------------------------------------------------------- | ----- | ---------- | --------- | --------------- |
| Australien (ARIA)                                                                            | Gold1 | Platin1    | 105.000   | aria.com.au     |
| Kanada (MC)                                                                                  | —     | Platin1    | 100.000   | musiccanada.com |
| Vereinigte Staaten (RIAA)                                                                    | —     | Platin1    | 1.000.000 | riaa.com        |
| Insgesamt                                                                                    | Gold1 | 3× Platin3 |           |                 |